# Василевский, Игорь Александрович
И́горь Алекса́ндрович Василе́вский (род. 21 марта 1935, Москва) — советский и российский архитектор. Специалист по объектам санаторно-курортного назначения. Заслуженный архитектор России. Лауреат Государственной премии ЧССР.

## Биография
Родился в семье маршала Александра Василевского. В 1959 году окончил Московский архитектурный институт. Его преподавателями были такие архитекторы, как Михаил Парусников, Степан Сатунц, Борис Бархин, Геннадий Мовчан и другие.
В студенчестве начал работать над курортными объектами. Дипломной работой Василевского стал большой курортный комплекс в Лазаревском, на Черноморском побережье. Однако карьера его началась с «Военпроекта». Там Василевский занимался московскими и загородными объектами, такими как резиденция первых лиц государства в Завидово.
В 1966 году перешёл работать в «ЦНИИЭП лечебно-курортных зданий».
В 1977 стал главным архитектором «Курортпроекта».
Живёт и работает в Москве.

## Проекты и постройки
- Дом охотника «Шалаш», деревянная гостиница, в пос. Завидово (1960)[3];
- Санаторий на 680 мест «Вороново» в Московской области. (Реконструкция усадьбы XVIII в., двухуровневый партер, включающий медицинский корпус);
- Международный пансионат «Дружба» в Ялте;
- Санаторий на 400 мест в Джермуке, Армения;
- Пансионат «Юность» в Московской области;
- Проект туристического комплекса на 500 мест в Ялте (Мисхор);
- Питьевая галерея на 5 тыс. посещений в Ессентуках;
- Ледовый дворец Олимпиады-2002 в Адлере;
- Пансионат на 300 мест в Отрадном;
- Концепция лечебно-оздоровительного комплекса «Победа» в Сочи;
- Реконструкция пятиэтажного жилого дома в Москве;
- Вантовый «Мост-факел» с рестораном на опорах в Салехарде;
- Центр всесезонных видов спорта «Московские Альпы» в Москве;
- Туристический комплекс на Куршской косе, Калининградская область.